# Il film Pokémon - Kyurem e il solenne spadaccino
Il film Pokémon - Kyurem e il solenne spadaccino (劇場版ポケットモンスター ベストウイッシュ キュレムVS聖剣士 ケルディオ?, Gekijōban Poketto Monsutā Besuto Uisshu Kyuremu tai Seikenshi Kerudio, lett. "Pokémon Best Wishes il film: Kyurem contro gli Spadaccini Sacri: Keldeo") è un film d'animazione del 2012 diretto da Kunihiko Yuyama.
Si tratta del quindicesimo film basato sull'anime Pokémon.
Al film è associato il cortometraggio La serenata di Meloetta, incentrato sul Pokémon leggendario Meloetta.

## Trama
Il Pokémon leggendario Keldeo si sta allenando insieme a Virizion, Terrakion e Cobalion per sfidare Kyurem, tuttavia i tre Solenni Spadaccini ritengono che non sia ancora pronto per un incontro del genere. Keldeo tuttavia infrange il divieto e si reca nella miniera abbandonata in cui vive Kyurem.
Dopo aver mentito a Kyurem dicendo di essere un Solenne Spadaccino, Keldeo si trova subito in difficoltà nella battaglia contro il Pokémon leggendario. Durante l'incontro giungono alla miniera anche i leggendari Terrakion, Cobalion e Virizion che inizialmente si limitano ad osservare lo scontro. Quando Keldeo perde il suo corno, Terrakion decide di attaccare Kyurem, che si trasforma in Kyurem Bianco e congela il trio. Keldeo quindi fugge impaurito dalla lotta, ma per Kyurem l'incontro non è ancora terminato.
Nel frattempo Ash Ketchum, Iris e Spighetto si trovano su un treno diretto a Roscianopoli. Dopo una breve sosta presso Stazione Ventosa, il treno che li ospita riparte con a bordo Keldeo ferito. Dopo che Pikachu nota la presenza del Pokémon in cima ad uno dei vagoni, Keldeo si risveglia, impaurito di un imminente attacco da parte di Kyurem.
Mentre Keldeo perde nuovamente i sensi, Kyurem attacca il treno. Dopo aver sventato un primo attacco da parte del Pokémon Confine i ragazzi e il Pokémon Puledro si rifugiano nell'ultimo vagone. Kyurem tenta nuovamente di colpirli, ma la provvidenziale presenza di una galleria permette di giungere illesi a Roscianopoli.
Sul treno Iris racconta che non è la prima volta che sente parlare di Kyurem. Secondo la leggenda il Pokémon è in grado di utilizzare la forza dei leggendari Zekrom e Reshiram: ciò lo rende il Pokémon Drago più forte del mondo.
Al Centro Pokémon l'infermiera Joy ed il suo Audino si prendono cura di Keldeo. Joy informa i ragazzi della residenza di Kyurem, delle gesta del trio composto da Terrakion, Virizion e Cobalion, quest'ultimo leader dei Solenni Spadaccini. Usciti dal Pokémon Center, Keldeo spiega per quale motivo Kyurem gli dà la caccia e racconta cosa è successo ai suoi amici.
Nel frattempo Kyurem e i suoi Cryogonal hanno individuato il luogo in cui si trova Keldeo. Mentre Iris ricorda la storia di Kyurem Bianco e Kyurem Nero, i ragazzi vengono attaccati da numerosi esemplari del Pokémon Cristallo e da Kyurem Bianco. In modo rocambolesco Ash, Pikachu e Keldeo riescono ad evitare gli attacchi di Kyurem Nero e dei Cryogonal. Spighetto decide di nascondersi all'interno della metropolitana. Seguendo i binari in disuso, Ash e i suoi amici giungono ad una stazione trasformata in un museo.
Utilizzando i mezzi di trasporto a disposizione viene elaborato un piano: Iris e Axew si allontanano con un aerostato, mentre Spighetto sale a bordo di un treno alimentato dall'elettricità di Stunfisk. Entrambi gli allenatori fungono da diversivo per Kyurem e Cryogonal, mentre Ash, Pikachu e Keldeo si muovono verso la miniera abbandonata.
Grazie al gesto e alle parole di Ash, Keldeo inizia a comprendere il legame di amicizia che lo unisce al trio di Pokémon leggendari. Tuttavia giunti alla dimora di Kyurem, il Pokémon Puledro inizia a tremare dalla paura. Ash decide di andare da solo a salvare Terrakion, Cobalion e Virizion. Con l'aiuto dei suoi Pokémon, il ragazzo prova a scongelare i Solenni Spadaccini, ma viene attaccato da Kyurem. Nel frattempo Keldeo ha preso coraggio e, dopo aver difeso Ash, decide di combattere contro il Pokémon Confine.
Keldeo si trasforma nella sua Forma Risoluta e combatte strenuamente contro Kyurem, mentre Ash ed i suoi amici cercano di liberare il trio di leggendari. Dopo aver messo in difficoltà Keldeo, Kyurem colpisce con uno dei suoi attacchi di Ghiaccio una delle gambe del Pokémon, immobilizzandolo. Si trasforma quindi in Kyurem Nero e si prepara nuovamente ad attaccare. Utilizzando un attacco d'Acqua Keldeo riesce a liberarsi e colpisce nuovamente Kyurem. Nel frattempo il ghiaccio che circondava i tre leggendari si è finalmente sciolto.
Nonostante le difficoltà di Keldeo, i Solenni Spadaccini rifiutano di intromettersi nell'incontro. Le cose sembrano mettersi bene per il Pokémon Puledro quando inizia ad applicare i consigli dei suoi maestri. Tuttavia un attacco di Kyurem Nero congela completamente Keldeo. Cobalion impedisce a Terrakion di intervenire perché nota che Keldeo, bloccato nel ghiaccio, sta per utilizzare Spadasolenne. Kyurem Nero inizia ad essere in difficoltà: dopo aver aumentato la sua potenza, lancia un poderoso attacco che viene parzialmente deviato dalla risposta di Keldeo.
Il Pokémon utilizza il suo corno per impedire che l'attacco di Kyurem possa colpire i suoi amici. Debilitato si accascia al suolo e Kyurem coglie l'occasione per bloccare il corno del Pokémon con una delle sue zampe. Keldeo è costretto ad ammettere la sconfitta. Kyurem Nero si trasforma nuovamente in Kyurem, si complimenta con Keldeo per aver difeso i suoi amici e si allontana. Secondo Cobalion Keldeo ha finalmente capito l'importanza del suo corno.
L'incontro tuttavia ha provocato dei danni alla miniera. Mentre i Pokémon leggendari si preoccupano di allontanarsi con in groppa Ash ed i suoi amici, Kyurem Bianco congela l'intera struttura e ritorna nell'oscurità. I tre Pokémon leggendari accettano finalmente Keldeo come uno di loro e, davanti ad Ash e i suoi amici, recitano il solenne giuramento.

## Produzione
Il primo trailer del lungometraggio conferma la presenza dei Pokémon leggendari Cobalion, Terrakion, Virizion e Kyurem. La rivista CoroCoro Comic ha successivamente rivelato che nel film sarebbe apparso anche Keldeo, presente anche nel titolo del film. In seguito alla presentazione di Pokémon Nero 2 e Bianco 2, è stata rivelata la presenza di Kyurem Nero e Kyurem Bianco.
Nella scena iniziale sono stati inseriti tutti i Pokémon delle prime cinque generazioni, escluso Genesect, protagonista del film successivo, Genesect e il risveglio della leggenda. Nella sequenza sono presenti anche Porygon2 e Porygon-Z, mai apparsi nella serie animata. Sebbene nel film si possano intravedere Jessie, James e Meowth, il Team Rocket non ha alcun ruolo all'interno del lungometraggio.
L'ambientazione del film potrebbe essere ispirata al Messico, località visitata da Kunihiko Yuyama nell'agosto 2011.

## Colonna sonora
Come per i film precedenti le musiche sono composte da Shinji Miyazaki. La sigla del lungometraggio è Memories, cantata dalla modella e tarento giapponese Rola, la quale si è cimentata anche nel doppiaggio del personaggio di Malin. Il singolo ha debuttato alla posizione numero 14 della classifica Oricon nella prima settimana di vendite.

## Distribuzione
Il film è stato annunciato il 7 dicembre 2011 nel corso del programma televisivo Oha Suta e proiettato nelle sale giapponesi il 14 luglio 2012. Negli Stati Uniti viene trasmesso su Cartoon Network l'8 dicembre 2012, mentre in Giappone l'edizione home video (in DVD e Blu-ray Disc) arriva negli scaffali il 19 dicembre. In Italia viene trasmesso dall'emittente satellitare Disney XD il 6 aprile 2013 e successivamente, il 25 aprile dello stesso anno, sulla rete televisiva K2.
Rispetto alla versione originale, nella versione trasmessa da Cartoon Network, da YTV e Disney XD è stata rimossa una scena riguardante il combattimento tra Liepard e Herdier, visibile alle spalle di Keldeo. Sono inoltre assenti le scene presenti nei titoli di coda originali.
Sulla confezione dell'edizione italiana del DVD, distribuita da Universal, è riportata la tagline «Una nuova spada. Un antico nemico. Una battaglia leggendaria».

## Cortometraggio
La serenata di Meloetta (メロエッタのキラキラリサイタル?, Meloetta no Kira Kira Recital) è il ventiquattresimo cortometraggio dei Pokémon. Distribuito in Giappone insieme al film Kyurem e il solenne spadaccino, è stato trasmesso in inglese su Pokémon TV con il titolo Meloetta's Moonlight Serenade dal 15 febbraio al 24 marzo 2013. In Italia è stato mostrato nel corso del Pokémon Day 2013.
Nel corto il protagonista è Meloetta che, in occasione della luna piena, si esibisce in una prestazione canora a beneficio di Pikachu, Meowth, Oshawott e degli altri Pokémon di Ash e dei protagonisti dell'anime che verranno coinvolti nella ricerca di particolari bacche. Una volta consegnate le bacche al Pokémon leggendario, questi eseguirà Cantoantico trasformandosi nella sua Forma Danza.